# Live - Bursting Out
Live - Bursting Out är rockgruppen Jethro Tulls första livealbum, utgivet 1978 som dubbel-LP och 1999 som dubbel-CD. Det spelades in i maj och juni 1978 under gruppens Europaturné följande albumet Heavy Horses.

## Låtlista
CD 1
1. "Introduction by Claude Nobs" – 0:50
2. "No Lullaby" (Ian Anderson) – 4:48
3. "Sweet Dream" (Ian Anderson) – 6:30
4. "Skating Away on the Thin Ice of a New Day" (Ian Anderson) – 4:30
5. "Jack in the Green" (Ian Anderson) – 3:13
6. "One Brown Mouse" (Ian Anderson) – 3:53
7. "A New Day Yesterday" (Ian Anderson) – 2:27
8. "Flute Solo Improvisation/God Rest Ye Merry Gentlemen/Bourée" (Ian Anderson) – 6:08
9. "Songs from the Wood" (Ian Anderson) – 2:40
10. "Thick as a Brick" (Ian Anderson/Gerald Bostock) – 12:27

CD 2
1. "Introduction by Ian Anderson" – 0:43
2. "Hunting Girl" (Ian Anderson) – 5:45
3. "Too Old to Rock 'N' Roll: Too Young to Die!" (Ian Anderson) – 3:57
4. "Conundrum" (Barriemore Barlow/Martin Barre) – 6:57
5. "Minstrel in the Gallery" (Ian Anderson) – 5:41
6. "Cross-Eyed Mary" (Ian Anderson) – 3:58
7. "Quatrain" (Martin Barre) – 1:33
8. "Aqualung" (Ian Anderson/Jennie Franks) – 8:38
9. "Locomotive Breath" (Ian Anderson) – 5:33
10. "The Dambusters March" (Eric Coates) – 3:26

## Medverkande
Musiker
- Ian Anderson – sång, flöjt, akustisk gitarr
- Martin Barre – bakgrundssång, elektrisk gitarr, mandolin, marimba
- John Glascock – bakgrundssång, basgitarr, elektrisk gitarr
- John Evan – bakgrundssång, piano, orgel, synthesizer, dragspel
- David Palmer – bakgrundssång, portativ orgel, synthesizer
- Barriemore Barlow – bakgrundssång, trummor, percussion, glockenspiel, flöjt

Produktion
- Ian Anderson – musikproducent
- Chris Amson – ljudtekniker
- Robin Black – ljudtekniker
- Brian Cooke – foto
- Ruan O'Lochlainn – foto